# Галич Гора
49°7′16″ пн. ш. 24°43′50″ сх. д. / 49.12111° пн. ш. 24.73056° сх. д.

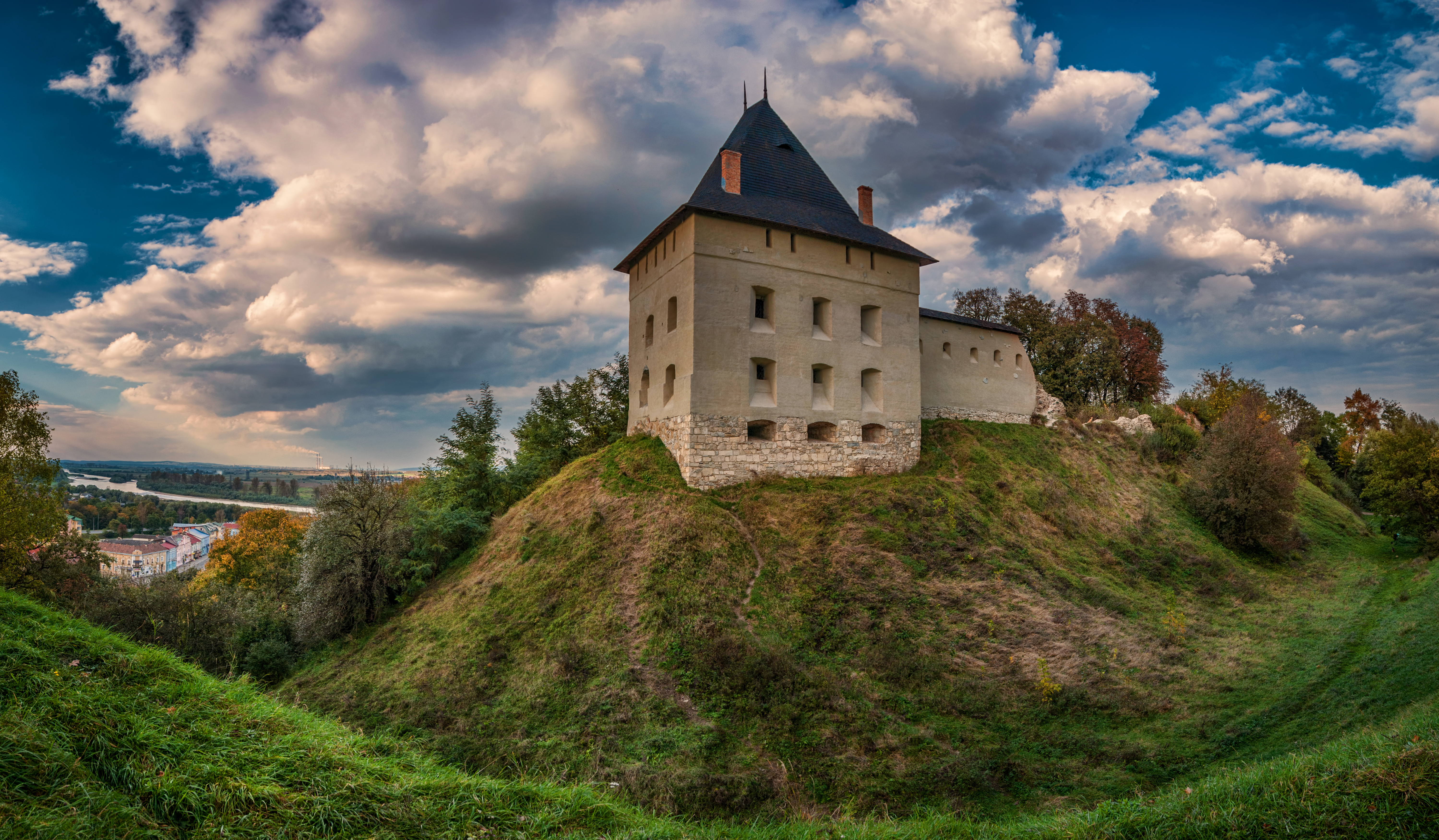
Частково реконструйований Галицький замок на Замковій горі. Був споруджений в середині XIV ст., а перші згадки про перші укріплення на горі датуються 1114 роком.

Урочище «Галич Гора» або Замкова гора — опільський степовий резерват біля Галича (Галицький район, Івано-Франківська область). Розташоване на правому березі річки Дністер на кількох пагорбах (максимальна висота — 340 м).[джерело?]
Лісове урочище «Галич Гора» входить до складу Галицького лісництва Галицького національного природного парку.
На Замковій горі збереглись руїни Галицького замку — національної пам'ятки середини XIV ст., що нині входить до складу заповідника «Давній Галич». Відповідно до програми розвитку заповідника на 2001–2015 рр. тут проводять реставраційні роботи. У проєкті реставрації замку передбачено відновити вцілілі мури, південнозахідну вежу, каплицю св. Катерини, а також відтворити оборонну стіну між вежею і каплицею.
З вершин Галич Гори відкриваються чудові краєвиди — вид на річку Дністер, придністровську долину, місто Галич, та навколишні села.